# Arega
Arega ist eine Gemeinde (Freguesia) im portugiesischen Kreis Figueiró dos Vinhos. In ihr leben 721 Einwohner (Stand 19. April 2021).

## Geografie
Arega liegt 8 km südlich der Kreisstadt Figueiró dos Vinhos.

## Geschichte
Erste Stadtrechte (Foral) erhielt der Ort 1071, und nach der Unabhängigkeit des Königreich Portugals (1139) erstmals im Jahr 1201. Bis 1855 gehörte Arega zum Kreis Maçãs de Dona Maria, um seither dem Kreis Figueiró dos Vinhos angegliedert zu sein.